# Mirakulin
Mirakulin je okus spreminjajoč glikoprotein, ki povzroči, da kisle snovi okušamo kot sladke. Nahaja se v sadežih afriške rastline Synsepalum dulcificum ali Richadella dulcifica. Ker sam po sebi nima okusa, velja ta sposobnost korigiranja okusa za čudež in ga zato imenujejo tudi »čudežni sadež«. Od tod tudi ime tej beljakovini (ang. miracle = čudež).

## Kemijska zgradba
Mirakulin je rastlinski glikoprotein iz 191 aminokislin. Pojavlja se v obliki tetramera z molekulsko maso 98,4 kDa.

## Lastnosti in uporaba
Mirakulin sam po sebi ni sladek, povzroči pa, da po zaužitju okušamo kisle snovi npr. citruse kot sladke še približno eno uro po stiku s to okus spreminjajočo snovjo. Pri segrevanju nad 100 °C izgubi lastnost korigiranja okusa, prav tako pa je neaktiven pri pH pod 3 in pH nad 12 (pri sobni temperaturi). Zaradi svoje topnosti in relativne temperaturne stabilnosti je mirakulin potencialno sladilo za kislo hrano, zlasti brezalkoholne gazirane pijače. Te majhne rdeče jagode se uporabljajo v zahodni Afriki za izboljšanje okusa kisle hrane. V želji po masovni proizvodnji so japonski raziskovalci z rekombinantno tehnologijo uspeli narediti genetsko spremenjeno zeleno solato, ki izraža mirakulin.
V Evropi in ZDA ni dovoljen (FDA je zavrnila njegovo odobritev) medtem ko je na Japonskem registriran kot neškodljiv aditiv.